# Ponchos Rojos
Los Ponchos Rojos son un grupo indígena boliviano formado por campesinos y obreros. Originarios de la región andina de Omasuyos, reivindican la valoración y conservación de la cultura originaria, la reconstrucción de las formas organizativas ancestrales propias del aillu y la defensa de su cosmovisión.
Los Ponchos Rojos quedaron fijados en el ideario colectivo boliviano en 2003, cuando salieron a combatir al gobierno de Gonzalo Sánchez de Lozada durante la "guerra del gas". Luego apoyaron las propuestas políticas de Evo Morales y su materialización en la Constitución de Bolivia de 2009.

## Historia
La fecha de su origen es incierta. Sus integrantes provienen de la región de Achacachi, donde desde antes de la llegada de los españoles a América existía un centro de población aimara de gran importancia cultural. El grupo adquiría cierta visibilidad cuando combatió de manera irregular en el año 2003 al gobierno de Gonzalo Sánchez de Lozada, en el marco del conflicto conocido como guerra del Gas.
En enero de 2006, al inicio de su gobierno, Evo Morales celebró un acto en Tiahuanacu que fue acompañado por un numeroso grupo de Ponchos Rojos, que lo reconocieron como Jacha Mallku (Gran Cóndor). El electo presidente expresó su agradecimiento:

[...] un saludo especial revolucionario a los ponchos rojos, a los hermanos jilakatas, a los mallkus, a los jiliri mallkus, a las mamatallas, muchas gracias autoridades originarias por realizar este acto tan originario nuestro, que me invitan a comprometerme para gobernar bien.

El grupo anunció en el año 2007 que defendería la integridad territorial de Bolivia ante la amenaza del separatismo impulsado por líderes del oriente boliviano.  El presidente Evo Morales, decidió reconocerlos oficialmente. Después de mucha presión por parte de miembros del gobierno y figuras jerárquicamente importantes del ejército regular, Evo Morales se vio obligado a pedir que los Ponchos Rojos entregaran sus armas, en su mayoría rifles checos de la década de 1930 y Mauser alemanes, a cambio de alimentos.
Los Ponchos Rojos apoyaron al presidente Evo Morales cuando intentó reformar la Constitución de Bolivia para convertirla en un Estado multicultural. En 2013, protestaron contra la prohibición del vuelo de Morales por parte del gobierno francés. En 2016, cuando Morales estaba preguntando si una nueva campaña presidencial sería constitucional o no, los Ponchos Rojos creían firmemente que Morales debería haber podido postularse nuevamente a la presidencia.
Denunciaron el derrocamiento de Evo Morales en 2019 como un "golpe de Estado" y se manifestaron contra el Gobierno de Jeanine Áñez para conseguir elecciones.

## Uniforme
Los Ponchos Rojos visten ponchos rojos, de los cuales el movimiento toma su nombre. Es un "símbolo de guerra" y también puede usarse como manta para dormir al aire libre. En la garganta se encuentra la Chalina , una bufanda que mantiene los ponchos en su lugar y sirve como protección para la garganta contra el clima. La Q'urawa, también conocida como Honda, es una honda de dos o más metros de largo y está hecha con lana de llama u oveja. Se puede insertar dinamita y piedras dentro de una abertura en el centro. Los Ponchos Rojos también usan el Chullo como tocado durante las noches de entrenamiento. Llevan alrededor la Chuspa, una bolsa multicolor que se usa para llevar alimentos, bebidas y varias otras cosas, así como la Whiska , una cuerda flexible de varios colores en líneas entrecruzadas, que se usa para atar y suspender pesas. También se puede usar como arma contundente.